# 6581 Sobers
A 6581 Sobers (ideiglenes jelöléssel 1981 SO) a Naprendszer kisbolygóövében található aszteroida. Antonín Mrkos fedezte fel 1981. szeptember 22-én.